# Trichogramma turkestanicum
Trichogramma turkestanicum är en stekelart som beskrevs av Meyer 1940. Trichogramma turkestanicum ingår i släktet Trichogramma och familjen hårstrimsteklar. Inga underarter finns listade i Catalogue of Life.